# Oldřich Wenzl
Oldřich Wenzl (3. října 1921, Mělník – 7. srpna 1969, Mělník) byl český básník, blízký mladým básníkům surrealistické skupiny Ra.

## Život
Otec JUDr. Oldřich Wenzl st. byl mělnickým advokátem. Oldřich Wenzl vystudoval v roce 1940 gymnázium na Mělníku. Od roku 1945 pracoval na ředitelství Škodových závodů v Praze a současně studoval práva. Studium ukončil úspěšně v roce 1948. Po promoci pracoval jako advokátní koncipient v kanceláři svého otce a v advokátní poradně. V letech 1952–1956 byl zaměstnán na Státním úřadu plánovacím a 1957–1958 v neratovické Spolaně.
Už v 50. letech trpěl roztroušenou sklerózou a od roku 1960 do smrti byl hospitalizován, převážně v mělnické léčebně Na Podolí, kde zemřel. Většinu svých básní napsal nebo diktoval v nemocnici.
Je pochován na hřbitově v Chloumku u Mělníka.

## Dílo
Oldřich Wenzl začal psát poezii už jako student mělnického gymnázia, tehdy ovlivněnou francouzskými surrealistickými básníky Paulem Eluardem a Benjaminem Péretem. Roku 1938 debutoval v levicovém časopisu Mladá kultura básní Kterýkoliv odstín modré. Roku 1946 vyšly Wenzlovy překlady jednadvaceti Eluardových básní ve výboru, který sestavil Jindřich Heisler.
Ludvík Kundera zhodnotil v roce 1963 dílo Oldřicha Wenzla, tehdy již nemocného, takto:
| „                | Zná ho u nás stěží pět šest lidí. Lyrik, který má u nás nejvíc smyslu pro humor, je zhola neznámý. Napsal dvě sbírky ... a liší se natolik od běžné, to jest poněkud zapšklé představy o poezii, že redaktoři jen krčí rameny. | “ |
| — Ludvík Kundera | |   |

### Poezie
- Yehudi Menuhin (předmluva Ludvík Kundera: O třech ctnostech neboli Sólo na basu s doprovodem flétny, Praha, Mladá fronta, 1964)
- Hřích ublížit,  Mladá fronta, Praha 1966
- Veliký požár, Mladá fronta, Praha 1968
- Lento (Il. Eva Bednářová), Mladá fronta, Praha 1971
- Veškerá poezie (uspoř., textově připravil a ediční zprávu naps. Ludvík Kundera, doslov Milan Blahynka, il. Jindřich Pileček), Mladá fronta, Praha 1982
- Pohodlný život (výbor z veršů, vybral, uspoř. a doslov napsal Ludvík Kundera, obr. Jindřich Štyrský, typografie Milan Pašek), Československý spisovatel, Praha 1990
- Veškerá poezie (uspořádal, textově připravil, doslov napsal Michal Huvar), Carpe diem, V Brumovicích 2000

### Zvukový záznam
- Oldřich Wenzl (CD, produkce M. Huvar, zvukový záznam nahrávky z roku 1943, Wenzlův pěvecký přednes básně Chanson, kterou zhudebnil, a Wenzlův přednes básně Žalm Karla Hlaváčka, Brumovice, Carpe diem, 2001)

### Divadelní inscenace
Od šedesátých letech 20. století inscenovala jeho verše divadla malých forem a poezie: 1964 Takzvané divadlo poezie, 1967, Malé divadlo hudby Brno, 1972 Viola Praha, 1975 a 1980 Divadlo Orfeus, 1983 Malé divadlo v Ústí nad Labem, 1987 Divadlo Protoč Praha), 1987 Divadlo poezie Teplice, 1989 Divadlo hudby Olomouc, 2012 Hadivadlo Brno.

### Knihy vydané v zahraničí
- Słyszę kroki ementalera, 1996, Polsko, v překladu Leszka Engelkinga[5]

## Posmrtné ocenění
- Na zdi zahrady vily, ve které Oldřich Wenzl v Mělníku žil, byla v roce 2016 umístěna pamětní deska.[6] Bronzová deska byla bohužel kolem roku 2020 poškozena vandaly a nakonec i odcizena. Namísto ní je od roku 2023 poblíž vstupu do vily umístěna pamětní deska skromnější, s Wenzelovým portrétem a citátem.

## Zajímavost
Tzv. Wenzlova vila ve které Oldřich Wenzl žil, stojí v Mělníku, Radniční ulici č.p. 2. Secesní vila, kterou navrhl architekt Bohumil Hypšman pro mělnickho advokáta Balíka (odrůd též Balíkova vila), přešla sňatkem do rodiny Wenzlů. Je označena jako regionální památka.